# Lavakuppel
En lavakuppel eller lavadome (tysk lavadom, Lavakuppel, Staukuppe, Stoßkuppe eller Vulkandom), er en bakkeformet eller søjleformet (lava-nål) forhøjning, der er skabt ved udbrud af meget tyktflydende lava med en høj siliciumdioxid indhold fra en vulkan. Hurtig afkøling og meget små strømningsafstande skaber en propformet lavakuppel direkte over udgangspunktet, som lukker vulkanpipens udluftning i toppen.

## Oprindelse og struktur
Typiske klipper for vulkanske kupler er andesit og dacit. Kuppeldannende vulkaner er for det meste placeret i områder, hvor den ene kontinentalplade er skubbet under den anden. Herved er sedimentære bjergarter smeltede, og et gasrigt magma rejser sig i jordskorpen. Magmakamre kan blive hængende i de øverste områder af jordskorpen i lang tid, uden at en vulkan bliver aktiv. Hvis der så stiger nyt, basaltisk magma op i et sådant magmakammer, opstår den såkaldte "magma-blandingseffekt", som opvarmer den køligere magma og aktiverer denne sammen med kemiske omkrystallisationsprocesser. Dette kan skabe et enormt højt tryk, som presser en relativt kølig magma (ca. 800–980 °C) til overfladen.
Lavakupler opstår i perioder på få dage til et par årtier. Deres vækstrate varierer også inden for vide grænser. Længerevarende kupler kan nå højder på mange hundrede meter.

## Farer
Lavakupler rummer et højt risikopotentiale. Kontinuerlig pres af lavaen gør kuplen relativt ustabil. Den kan kollapse, eller store klippeområder kan brække dens stejle flanker af og skabe gravitationsaccelererede pyroklastiske strømme, der bevæger sig med 100-400 km/t og temperaturer på 200-700° C ind i dalen og skabe kaos på deres vej. Lavakupler kan blive meget eksplosive, hvis de kommer i kontakt med grundvandet og på grund af høje gasniveauer. Trykket inde i en vulkan kan aflades eksplosivt. Ved at danne en kuppel i et eksplosivt krater (f.eks. i Mount St. Helens eller adskillige vulkaner i Indonesien) øges risikoen for en fremtidig vulkankatastrofe.

## Forekomster
Velkendte lavakupler er f.eks på Gunung Merapi på Java, på Soufrière Hills i Montserrat og på Mount St. Helens i USA . Sidstnævnte har to kupler; den første blev skabt i årene efter udbruddet af 1980, den nye, hvis højde nu har oversteget den gamle, er blevet til på ny siden oktober 2004 og voksede frem til begyndelsen af 2008.  I november 2007 blev en lavakuppel skabt i Kelut-krateret i Indonesien.
Lavakupler kan også opstå ved siden af eksisterende vulkaner; det mest kendte eksempel på dette er Novaruptadom, som dannede sig ikke langt fra Mount Katmai i Alaska.
Vulkanområder med talrige lavakupler i Europa er Chaîne des Puys med Puy de Dôme, Methana-halvøen og øerne Milos, Nisyros og Lipari.